# Liga Europa
Liga Europa var ett svenskt fotbollsmagasin som sändes två säsonger, 2004/05 och 2005/06 i Kanal 5 och handlade om fotboll i Europas bästa ligor: England, Spanien och Italien. Programledare Tommy Åström och expert Pelle Blohm. Liga Europa vann 2006 TV-priset "Kristallen" för bästa sportprogram. Producent Mattias Jaurinder.
Programmet tilldelades 2006 det svenska TV-priset Kristallen.